# 2826 Ahti
A 2826 Ahti (ideiglenes jelöléssel 1939 UJ) egy kisbolygó a Naprendszerben. Yrjö Väisälä fedezte fel 1939. október 18-án.